# Parc national Nevado de Colima
Le parc national Nevado de Colima (espagnol : Parque nacional Nevado de Colima) est un parc national du Mexique situé dans les États de Jalisco et de Colima. Le parc comprend le volcán de Colima (actif) et le Nevado de Colima (inactif). Il a une superficie de 96 km2. Il a été créé le 5 septembre 1936.